# Mahmud Muhammad Taha
Mahmud Muhammad Taha (ur. 1909 lub 1911 w Ruffie, zm. 18 stycznia 1985 w Chartumie Północnym) – sudański filozof i teolog muzułmański, suficki. 

## Życiorys
Ukończył studia w zakresie inżynierii cywilnej, następnie pracował w Kolejach Sudańskich i prowadził prywatną firmę. Samodzielnie poznawał teksty Marksa, Lenina, Shawa, Wellsa, Russella. Dwukrotnie był aresztowany przez władze brytyjskie: najpierw za pisanie ulotek, w których domagał się niepodległości Sudanu, a następnie za organizację protestów przeciwko aresztowaniu kobiety, która poddała córkę obrzezaniu. Taha był przeciwnikiem takich praktyk, jednak był zdania, że ich penalizowanie przez władze brytyjskie będzie miało przeciwne od zakładanych skutki. Po dwuletnim pobycie w więzieniu, w 1948, zamieszkał w niemal całkowitym odosobnieniu w glinianej chacie w sąsiedztwie domu swoich teściów, modląc się i poszcząc. Opuścił odosobnienie w 1951, zamieszkał w Omdurmanie i odtąd zajął się głoszeniem opracowanej w ciągu poprzednich dwóch lat interpretacji Koranu. Przedstawił ją na piśmie w 1967 w pracy Drugie przesłanie islamu.
Zgromadził wokół siebie, w zorganizowanej przez siebie organizacji Braci Republikańskich, co najwyżej kilka tysięcy sudańskich muzułmanów, jednak jego sława była o wiele większa. W interpretacji Mahmuda Muhammada Tahy przesłanie Koranu należy podzielić na dwie części. Pierwszą są sury mekkańskie, przepełnione duchem wolności i równości (także między mężczyznami i kobietami), adresowane do wszystkich ludzi, przedstawiające idealną postać islamu, której hołdowali pierwsi muzułmanie w Mekce. Druga, sury medyńskie, w ocenie filozofa była wyrazem dostosowania się muzułmanów do realiów Półwyspu Arabskiego, zaakceptowaniem rządów opartych na groźbie, przemocy, prowadzeniu wojen, pozostawały w sprzeczności z przesłaniem sur mekkańskich. Filozof twierdził, że nakazy religijne zawarte w surach medyńskich były jedynie doraźne, obowiązywały do momentu, gdy muzułmanie będą gotowi, by dążyć do ideałów opisanych w surach mekkańskich. Jego zdaniem w VII w. społeczeństwo nie dojrzało jeszcze do tego, ale czas taki nastał w XX wieku. Był natomiast przeciwnikiem sekularyzmu, twierdził, że na zeświecczonym zachodzie doszło do "pomieszania wartości". Taha wzywał także do przewartościowania tradycji i ról społecznych w Sudanie. Dopuszczał kobiety nie tylko do członkostwa w kierowanej przez siebie organizacji, ale i do wspólnych modlitw, pisania hymnów i wierszy, publicznego głoszenia wiary, sprzedaży broszur religijnych ich własnego autorstwa. Sprzeciwiał się narzucaniu kobietom obowiązku zakrywania się, twierdził, że kobiety miały równe z mężczyznami prawo do rozwodu, ale to monogamiczny, nierozerwalny związek kobiety i mężczyzny był boskim ideałem małżeństwa. Krytykował dyskryminację chrześcijan i przymusowe nawracanie na islam w Sudanie, a postać Jezusa Chrystusa głęboko cenił. Swoich uczniów zachęcał do dialogu z innymi religiami, odwiedzania kościołów. 
Nauczanie Tahy było krytykowane przez fundamentalistycznych Braci Muzułmańskich. Był postacią kontrowersyjną także wśród muzułmanów liberalnych, w ocenie których nawet bez reinterpretowania Koranu można znaleźć w nim podstawy dla głoszenia demokratycznego ustroju państwowego. Na temat Tahy krążyły pogłoski, iż uważał się za nowego proroka lub za inkarnację bóstwa (w co uwierzyli niektórzy jego zwolennicy). 
W 1983 Mahmud Muhammad Taha i grupa jego zwolenników zostali aresztowani, gdy sudański dyktator Dżafar Muhammad an-Numajri zdecydował się wprowadzić w całym kraju surową wersję szariatu jako prawo obowiązujące także niemuzułmanów. Przebywał w więzieniu przez półtora roku. Po zwolnieniu wydał ulotkę, w której pisał, że każdy obywatel ma prawo do równego traktowania, a respektowanie praw obywateli wynikało wprost z objawienia Koranu. Z tego powodu został aresztowany ponownie i oskarżony o apostazję. Ogłosił, że sąd religijny nie ma prawa go sądzić, odmówił wyrażenia skruchy i po kilkugodzinnym procesie został skazany na śmierć. Publiczna egzekucja przez powieszenie odbyła się 18 stycznia 1985 na dziedzińcu więzienia Kubir w Chartumie Północnym. Zwłoki filozofa pochowano w nieznanym miejscu na pustyni. Ruch jego zwolenników uległ całkowitemu rozproszeniu, niektórzy członkowie organizacji Braci Republikańskich pod przymusem wyrzekli się swoich poglądów, a egzemplarze książek Tahy były palone. Według innego źródła większość zwolenników Tahy opuściła Sudan, a wielu z nich na emigracji nadal głosi koncepcje wypracowane przez filozofa. 
W 2000 Dżafar an-Numajri oskarżył o zainspirowanie śmierci Tahy ówczesnego prokuratora generalnego Sudanu, swojego bliskiego współpracownika Hasana at-Turabiego, fundamentalistycznego prawnika i teologa islamskiego.